# Björn Höcke
Björn Höcke (ur. 1 kwietnia 1972 w Lünen) – niemiecki polityk, deputowany do landtagu Turyngii, działacz Alternatywy dla Niemiec i od 2014 przewodniczący jej frakcji w landowym parlamencie.
Lider prawicowo-nacjonalistycznego skrzydła AfD tzw. Der Flügel, które w celu uniknięcia śledzenia partii przez Federalny Urząd Ochrony Konstytucji zostało formalnie rozwiązane w kwietniu 2020.
Po zmianach w zarządzie krajowym AfD w 2022 uznawany za najbardziej wpływowego polityka wewnątrz partii.

## Życiorys

### Pochodzenie, edukacja i kariera zawodowa
Syn nauczyciela i pielęgniarki. Po maturze w Rhein-Wied-Gymnasium w Neuwied w 1991 roku, odbył służbę wojskową.  Od 1992 przez dwa semestry studiował prawo w Bonn. Następnie studiował w latach 1993–1998 historię i sport ze specjalizacją nauczycielską na Uniwersytecie w Gießen i w Marburgu. Do 2005 pracował jako nauczyciel w Martin-Buber-Schule w Groß-Gerau, a następnie w Rhenanus-Schule w Bad Sooden-Allendorf.

### Kariera polityczna
W kwietniu 2013 był jednym z współtwórców AfD w Turyngii, w sierpniu tego roku został przewodniczącym struktur partii w Turyngii, zaś w październiku 2013 został liderem list landowych w wyborach do Bundestagu, jednak nie zdobył mandatu posła. W 2014 roku zdobył mandat deputowanego do landtagu Turyngii, gdzie stanął na czele frakcji poselskiej AfD. 
W 2019 został wybrany ponownie do landowego parlamentu i jako przewodniczący największej frakcji opozycji został liderem opozycji w landtagu.

### Pozycja wewnątrz AfD
W marcu 2015 był jednym z inicjatorów "Rezolucji Erfurckiej", która zapoczątkowała skręt partii w stronę skrajnej prawicy i spowodowała odejście z partii jej założyciela, Bernda Luckego. W maju 2015 ze względu na wypowiedzi uznawane za "skrajnie nacjonalistyczne" rozpoczęto procedurę wykluczenia go z partii, która we wrześniu tego roku została umorzona.
W maju 2018 doszło do kolejnej próby wykluczenia go z partii, jednak wniosek został odrzucony przez sąd partyjny. Podczas zjazdu partii w październiku 2018 pomimo oporu umiarkowanego skrzydła partii, tzw. Alternative Mitte" jako lider skrajno-najonalistycznego skrzydła tzw. Der Flügel został wybrany liderem list AfD w wyborach do landtagu Turyngii w 2019. Po zdobyciu w tych wyborach drugiego miejsca z wynikiem 23,4% głosów znacząco wzrosła jego pozycja wewnątrz partii i w 2019 pierwszy raz w zarządzie krajowym partii znalazł się przedstawiciel "Der Flügel".
Podczas zjazdu partii w czerwcu 2022 doszło do zmian w zarządzie krajowym, w wyniku których 2/3 zarządu partii składa się z byłych przedstawicieli formalnie rozwiązanego w 2022 "Der Flügel". Ludzie związani z "Der Flügel" mają również większość w sądzie partyjnym. Od tego czasu Höcke jest uznawany za najbardziej wpływowego polityka i "prawdziwego szefa" AfD.

## Poglądy polityczne i kontrowersje
Wypowiedzi Höcke często budzą kontrowersje ze względu na zawarte w nich elementy rasizmu, islamofobii, antysemityzmu, rewizjonizmu, homofobii oraz używanie w nich elementów języka narodowego socjalizmu.
W 2006 opublikował artykuł, w którym stwierdził, że "w historii świata nigdy nie zabito tylu ludzi w tak krótkim czasie jak podczas bombardowania Drezna w 1945". 
W 2010 był widziany na zorganizowanym przez grupy neonazistowskie proteście z okazji rocznicy bombardowania Drezna w 1945.
Zarzuca mu się, że w latach 2011 i 2012 pod pseudonimem "Landolf Ladig" opublikował kilka artykułów w wydawanych przez neonazistowską Narodowodemokratyczną Partię Niemiec czasopismach "Volk in Bewegung" oraz "Der Reichsbote", w których chwalił władze III Rzeszy.
W styczniu 2017 zażądał usunięcia Pomnika Pomordowanych Żydów Europy z Berlina, argumentując, że "Niemcy są jedynym narodem świata, który w sercu swojej stolicy zbudował pomnik hańby." i dodał, że Niemcy potrzebują "zwrotu o 180 stopni w kwestii polityki historycznej".
W wywiadzie udzielonym w marcu 2018 stwierdził, że przedstawianie Adolfa Hitlera jako "zła absolutnego" jest dużym problemem, ponieważ nawet największy zbrodniarz może mieć w sobie pozytywne cechy.
W trakcie kampanii wyborczej w 2021 często kończył przemówienia sloganem "Alles für Deutschland" ("Wszystko dla Niemiec"), będącym mottem SA.
W trakcie pandemii COVID-19 protestował przeciwko obostrzeniom i obowiązkowi noszenia maseczek. Nazywał szczepionki "terapią genową", negował ich skuteczność i ostrzegał, że mogą one powodować bezpłodność. 
W lutym 2022 porównał stosowanie szczepień przeciwko COVID-19 z eksperymentami medycznymi i pseudomedycznymi w Auschwitz nazistów, nazywając je "zastrzykiem śmierci dla milionów ludzi na całym świecie".
Sąd w Meinigen w 2020 uznał, że nazywanie Höcke faszystą nie jest pomówieniem.